# 阿伦施泰因之战
阿伦施泰因之战（英语：Battle of Allenstein）又称奥尔什丁之战或杨科沃之战。此役属于第四次反法同盟战役的一部分。虽然法军在此役中取得了战术上的胜利，但却未能彻底地击溃俄罗斯军队。

## 背景

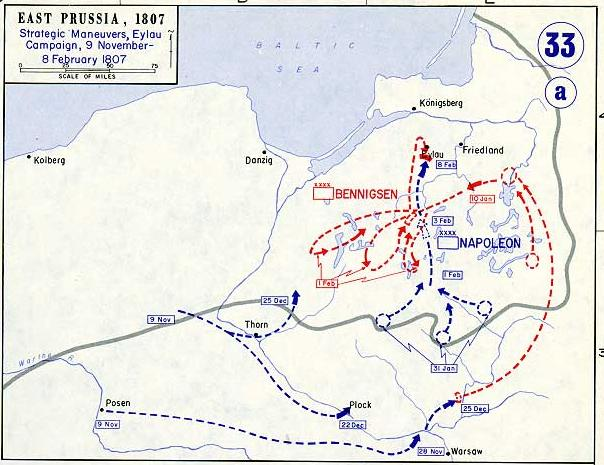
埃劳战役

在1806年的数次战役中连续击溃普鲁士军队后，法皇拿破仑和他的大军团向东进军普鲁士王国的波兰省份，目的是在那里与俄罗斯军队进行决战。然而，冬季的到来迫使拿破仑命令他的军队进入冬季营地，并认为俄罗斯军队也会这样做。俄军指挥官本尼格森伯爵决定在冬季对毫无准备的法军发起突袭，并在次年1月底调动他的部队进攻法军薄弱的左翼，俄军的计划是将左翼的法军击退，使其的行军速度落后于法军大部队。
非常幸运的是，位于左翼的米歇尔·内伊军团没有服从拿破仑的命令，反而加快了行军速度，这导致俄军的先遣部队一头撞上了内伊的军团。因此，拿破仑才能够得知本尼格森的意图，并制定了决定性的策略。拿破仑命令他的左翼后撤以将俄罗斯军队向西牵引，然后法军的大部队向北推进，朝向阿伦施泰因，以包抄毫无防备的俄军，最后让主力部队加入战场，彻底消灭包围圈内的俄军。
碰巧的是，俄罗斯人截获了一份重要的电报，其中参谋长路易-亚历山大·贝尔蒂埃正在向左翼军团的指挥官让-巴蒂斯特·贝尔纳多特解释整个计划。这让本尼格森意识到他的军队所处的致命危险，并开始向东北撤退。

## 战斗
与此同时，法军没有注意到俄军的撤退，反而继续执行他们的计划，将他们的先锋部队，若阿尚·缪拉预备骑兵团的士兵，在让·德迪厄·苏尔特军团的协助下，向维纳河推进。
2月3日，这些部队抵达阿伦施泰因和杨科沃（Jonkowo）高原，在那里他们发现了一部分撤退中的俄军。拿破仑看到了一场大战的机会，随即命令另外四个军团向战场进军。他指示缪拉推迟进攻以等待增援，一旦这些增援部队到达战场，他就使用路易斯·文森特的步兵师正面攻击俄罗斯人，而苏尔特的军团则从侧翼发起突击。
在俄军方面，尼古莱·卡门斯基将军为了保护战略性的利布施塔特公路和贝格弗里德的桥梁而必须同法军交战，这些战略要道是俄军成功撤退的关键。法军在下午3时才发动攻击，这是拿破仑对穆拉特的命令造成的延误，但却对卡门斯基的掩护任务有极大的帮助。当法军发起进攻时，俄军已经做好了充分的准备，并使用他们的15门大炮和火枪给前进的敌人造成了不小的损失。尽管如此，俄军的战术部署，即保卫一个阵地而不是占领高地，很快迫使他们在法军的连续进攻下撤退。
傍晚，苏尔特与第24轻步兵团和第4线列步兵团对俄军的侧翼发起了进攻，经过激烈的战斗，成功将俄军推到了维纳河。夜幕降临，俄军阵地被攻破，本尼格森决定加快撤退速度，并命令卡门斯基放弃阵地，撤退到德彭。此役中，双方的损失都比较大，俄军被迫在战场上放弃了6门大炮，此外有300名俄军士兵被法军俘虏。

## 结果
尽管取得了战术上的成功，但拿破仑未能按计划彻底摧毁俄罗斯军队，这导致了法军需要在冬季的极端天气下对撤离的俄军展开追击。法军于此役中占领了维纳河上完整的战略桥梁，因为俄军在撤离中没有将桥梁炸毁。
次日，法军对俄军展开追击，一天内缴获了16门俄军火炮，而苏尔特则于第2天俘虏了至少1200名俄军士兵。一系列小规模冲突导致了2月6日的霍夫战役，最后是埃劳战役，这是整个拿破仑战争中最血腥的战斗之一。

## 脚注
1. 1 2 3 4 5 6  Pigeard 2004，第34-35頁.
2. 1 2 3 4  Hourtoulle 2007，第46-47頁.
3. 1 2 3  Hourtoulle 2007，第45頁.
4. ↑  Tulard 1999，第68頁.